# Арыс-Туркестанский канал
Арыс-Туркестанский канал (Арысь-Туркестанский канал, каз. Арыс-Түркістан каналы) — оросительный канал на территории Туркестанской области Казахстана. Действует с 1967 года. Общая длина — около 200 км. Состоит из двух магистральных каналов: Арысского, длиной 51 км — от водохранилища Караспан на реке Арыс до водохранилища Боген и Туркестанского, который начинается от водохранилища Боген и имеет длину около 145 км. Обеспечивает орошение сельскохозяйственных земель городской администрации Туркестана, Ордабасинского и Отырарского районов (57 тысяч гектаров).